# Septembrie 2016
Acest articol este generat integral pe baza informațiilor din articolul 2016 și este actualizat periodic de un robot.
 Editările făcute în articol vor fi șterse la următoarea actualizare! Dacă doriți să faceți modificări, editați articolul-sursă.

ianuarie -
februarie -
martie -
aprilie -
mai -
iunie -
iulie -
august -
septembrie -
octombrie -
noiembrie -
decembrie
Septembrie 2016 a fost a noua lună a anului și a început într-o zi de joi.

## Evenimente

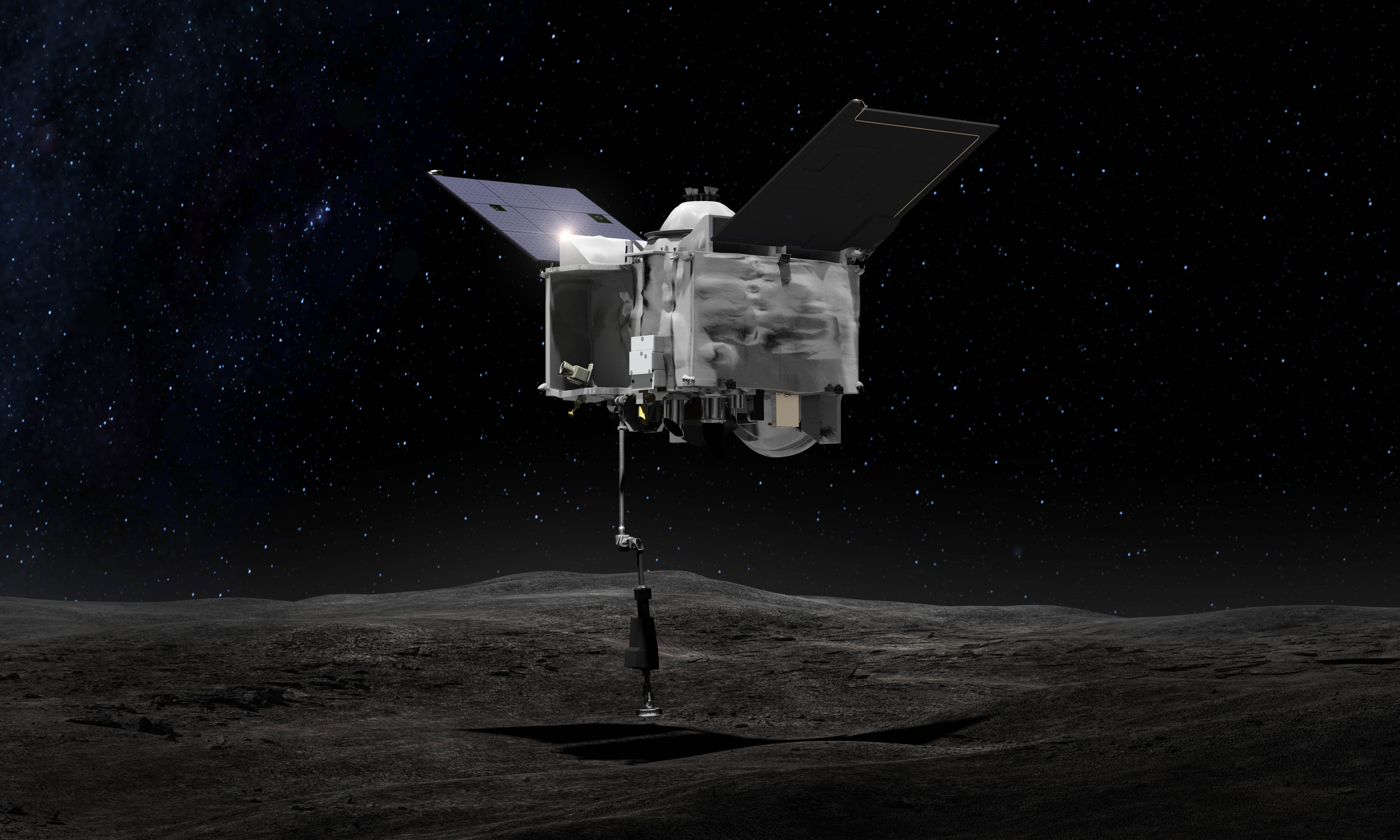
8 septembrie : NASA lansează sonda OSIRIS-REx spre asteroidul 101955 Bennu.

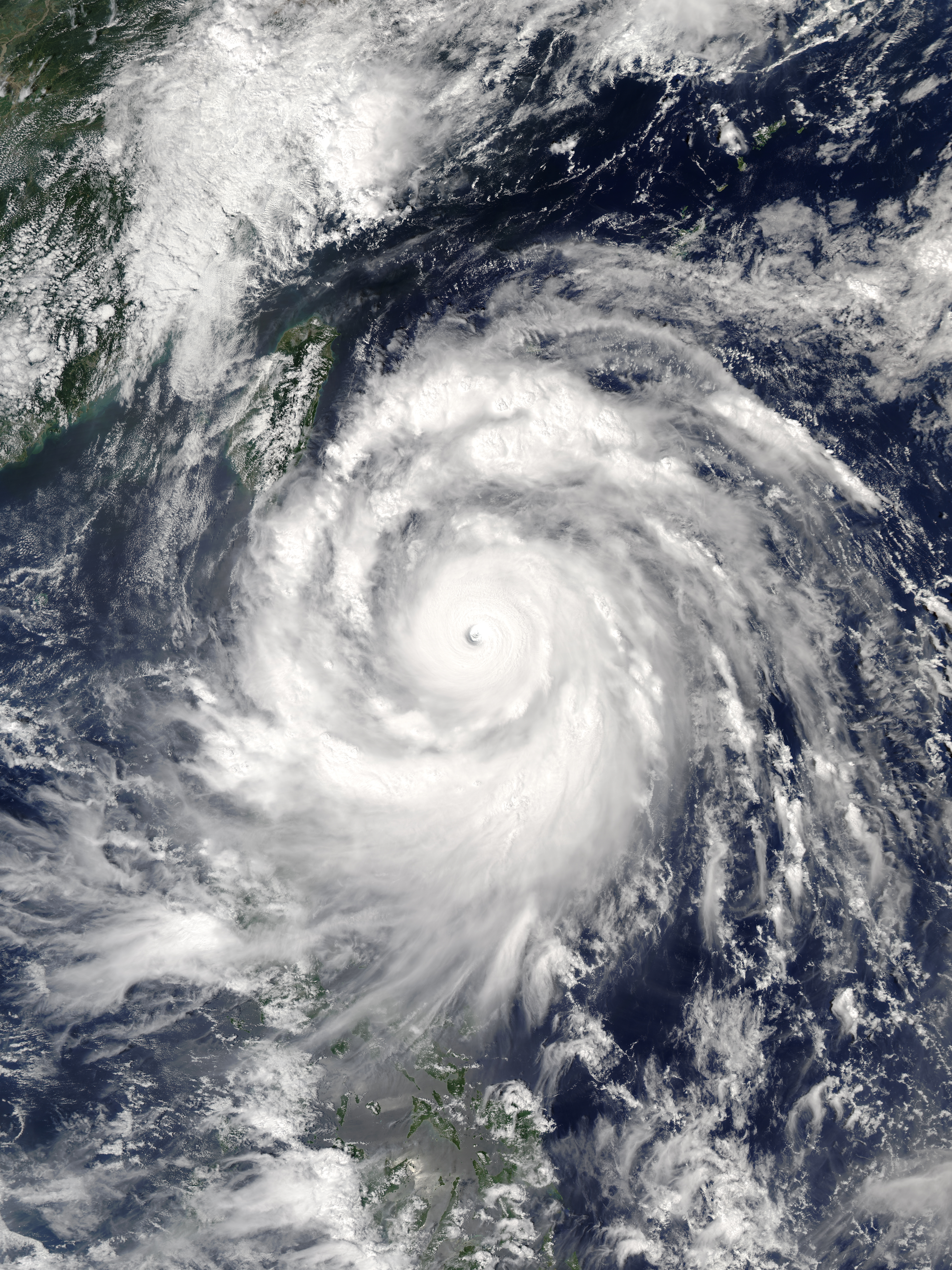
Taifunul Meranti

- 4–5 septembrie: Summitul G20 din China: Președintele chinez Xi Jinping susține că G20 ar trebui să devină un mecanism de reacție la crizele globale. Barack Obama a vorbit despre acordul privind Siria: "E aproape de a fi finalizat". Liderii Grupului celor mai puternice 20 de economii din lume se reunesc pe 4-5 septembrie în China pentru a discuta pe tema revigorării economiei mondiale, stimularea comerțului, dar vor aborda și o serie de chestiuni majore cu impact la nivel global.[1]
- 6 septembrie: Ursul panda uriaș nu mai este o specie pe cale de dispariție, statutul acestui mamifer a fost schimbat de către IUCN din „pe cale de dispariție” la „vulnerabil” însă creșterea braconajului a dus la scăderea numărului de gorile de est și la plasarea acestei specii pe lista animalelor pe cale de dispariție. Pe Pământ mai există doar 5.000 de gorile de est, considerate cele mai mari primate din lume.[2]
- 7 septembrie: A început cea de-a 15-a ediție  a Jocurilor Paralimpice de vară, care se vor desfășura la Rio de Janeiro între 7-18 septembrie. România va participa cu o delegație de 12 sportivi care vor concura în cadrul a șase sporturi. În clasamentul pe medalii a câștigat o singură medalie de bronz, situându-se pe locul 76. Pe primul loc, China cu un total de 239 medalii.
- 8 septembrie: NASA lansează sonda OSIRIS-REx spre asteroidul 101955 Bennu. Sosirea la destinație va avea loc în 2021.
- 13 septembrie: Are loc vizita președintelui francez, François Hollande, în România.
- 13–14 septembrie: Sud-estul insulei Taiwan a fost puternic afectat de trecerea taifunului Meranti, cea mai puternică furtună tropicală din anul acesta, care a lăsat fără curent 180.000 de case. În jurul orei 02:15 GMT, supertaifunul se afla la 30 kilometri S-V de Hengchun, punctul sudic al insulei însoțit de rafale de vânt de 263 km/h. Miercuri dimineața, stația meteo de la Hengchun a înregistrat cele mai puternice vânturi din istorie, potrivit Agenției meteorologice centrale din Taiwan.[3]
- 16 septembrie: Liderii statelor membre ale Uniunii Europene fără Marea Britanie s-au reunit vineri la Bratislava, în cadrul unui summit informal al Consiliului European, pentru a discuta despre perspectivele UE după decizia Londrei de părăsire a Blocului comunitar.
- 18 septembrie: Au loc alegeri parlamentare în Rusia, pentru 450 locuri în Duma de Stat (camera inferioară a Parlamentului). Partidul Rusia Unită (conservator, centru-dreapta) a obținut, conform acestor rezultate preliminare, 54,2% din voturi, fiind urmat de Partidul Comunist (CPRF, extremă-stânga) care a obținut 13,5% din voturi și de Partidul Liberal-Democrat de extremă-dreaptă, cu 13,3% din voturi. Potrivit Comisiei Electorale Centrale, formațiunea Rusia Dreaptă (extremă-stânga) a obținut 6,2% din voturi.

## Decese
- 1 septembrie: Victoria Darvai, 90 ani, interpretă română de muzică populară din Maramureș (n. 1926)
- 2 septembrie: Jerry Heller, 75 ani, manager și om de afaceri american (n. 1940)
- 2 septembrie: Islam Karimov, 78 ani, om politic uzbec, președinte al Uzbekistanului (1990-2016), (n. 1938)
- 3 septembrie: Jean-Christophe Yoccoz, 59 ani, matematician francez specializat în teoria sistemelor dinamice, laureat cu Medalia Fields (1994), (n. 1957)
- 5 septembrie: Phyllis Schlafly, 92 ani, conservatoare și avocată americană (n. 1924)
- 12 septembrie: Sándor Csoóri, 86 ani, poet, eseist, prozator și politician maghiar (n. 1930)
- 13 septembrie: Jonathan Riley-Smith, 78 ani, istoric britanic (n. 1938)
- 13 septembrie: Emil Rusu, 71 ani, oenolog, doctor habilitat, profesor universitar, secretar al Uniunii Oenologilor din R. Moldova (n. 1945)
- 14 septembrie: Gheorghe Fălcaru, 62 ani, interpret român (n. 1954)
- 16 septembrie: Edward Albee, 88 ani, dramaturg american (n. 1928)
- 16 septembrie: Carlo Azeglio Ciampi, 95 ani, om politic italian, președinte al Italiei (1999–2006), (n. 1920)
- 17 septembrie: Elena Greculesi, 88 ani, pictoriță română (n. 1928)
- 19 septembrie: Boris Trahtenbrot, 95 ani, evreu basarabean, matematician și profesor sovietic și israelian (n. 1921)
- 20 septembrie: Jack Garman, 72 ani, informatician american (n. 1944)
- 20 septembrie: Curtis Hanson, 71 ani, regizor american (n. 1945)
- 21 septembrie: Terence Bayler, 86 ani, actor neozeelandez (n. 1930)
- 25 septembrie: Niculae Mircovici, 65 ani, politician român de etnie bulgară (n. 1950)
- 26 septembrie: Pavel Bucur, 70 ani, sculptor român (n. 1945)
- 26 septembrie: Anastasia Istrati, 73 ani, interpretă de muzică populară din Republica Moldova (n. 1942)
- 26 septembrie: Ioan Gyuri Pascu (n. Ioan Ghiurico [Gyurika] Pascu), 55 ani, muzician și actor român (n. 1961)
- 27 septembrie: Sebastian Papaiani, 80 ani, actor român de film, teatru, radio, televiziune și voce (n. 1936)
- 27 septembrie: Aurelian Preda, 46 ani, interpret român de muzică populară din Argeș (n. 1970)
- 28 septembrie: Shimon Peres, 93 ani, președinte al Israelului (2007-2014), laureat al Premiului Nobel (1994), (n. 1923)